# Scenopinus tetravirgulatus
Scenopinus tetravirgulatus är en tvåvingeart som beskrevs av Kelsey 1981. Scenopinus tetravirgulatus ingår i släktet Scenopinus och familjen fönsterflugor.
Artens utbredningsområde är Israel. Inga underarter finns listade i Catalogue of Life.